# ヴァルハラナイツ2
『ヴァルハラナイツ2』（VALHALLA KNIGHTS 2）は、K2が開発し、マーベラスエンターテイメントより2008年5月29日に発売されたPlayStation Portable専用のアクションロールプレイングゲームである。2009年6月25日にはシステム面を改良し新要素を追加した「ヴァルハラナイツ2 バトルスタンス」が発売された。本稿では両者について記述し、「ヴァルハラナイツ2」を示す時は無印版、「ヴァルハラナイツ2 バトルスタンス」を示す時はBS版と表記する。

## ストーリー
その王国には、古くから「千里眼」と呼ばれる謎の組織「抗神機関ヘルゼーエン」が存在している。
陰謀、裏切り、嫉妬、謀略…
目的のためには手段を選ばない、超法規的な組織。
その目的は「人類の悲願、裁きの女神を滅ぼすこと」
「抗神機関ヘルゼーエン」に敵対する組織も存在していた。
表向きは女神との共存を目指す平和主義者の集団「十翼会」
「坑神機関ヘルゼーエン」と「十翼会」はおよそ千年前に裁きの女神を退けたと言われる水晶の魔女が残した「白水晶」を求めて対立していた。
そんな混沌とした時代。
孤児院で育った主人公は、魔女狩りによる襲撃により、世話係のロザリーと共に孤児院を脱出する。追手を謎の男達の手助けによって振り払い、命からがらヴァイゼルヘイム王国へと逃げ延びる。それから五年経ち、王国公認の冒険者となるべく主人公は冒険者認定試験に挑んだ。見事合格し冒険者となった主人公に少年王から与えられた使命は、この世界を破滅へと導く女神を見つけ出し、殺害する事である。ギルドで仲間を集い、ロザリーに見送られながら、主人公は女神討伐の旅へと出立した。

## 用語
裁きの女神
突如として世界に現れた異形の存在。美しい鏡翼を持つ神々しい女性の姿をしているが、圧倒的な力で大地を割り、海を干上がらせ、人々に災いをもたらす。水晶の魔女の捨て身の攻撃によって傷を負い、その身を癒すため世界のどこかに姿を隠した。以来物語の開始時点に至るまで1000年の間その居場所は発見されていない。
水晶の魔女
女神のもたらす破滅の危機に立ち上がった一人の魔女。女神の圧倒的な力の前に屈したものの、全身全霊をかけた一撃で一矢報いた末に命を落とした。絶命の前に女神の隠れ場所に関する情報を白水晶に封じ込めたとされている。
抗神機関ヘルゼーエン
裁きの女神の隠れ場所を見つけ、女神を滅ぼす事を目的とした超法規的組織。
十翼会
女神との共存を掲げる平和主義者の集団。女神を守るために女神の隠れ場所を探している。
ミクスト
女神が身を隠す前に下僕として世界に放った異形のモンスター。女神の力でモンスターに変えられてしまった人々の成れの果て。
ビブロス
主人公が暮らすヴァイゼルヘイム王国の城下町。物語のスタート地点となる他、宿屋、道具屋、ギルド、闘技場、教会などの充実した施設を持つ。

## システム

### 移動
- ダッシュに分類されるアクションは存在しないが、スライドパッドで強弱を付けられる。メイン職業がシーフのキャラクターはスキルとして移動速度ボーナスが発動するため、リーダーをシーフのキャラクターに設定しておけば多少の速度アップが図れる。他に一定時間移動速度を上昇させる「ラピッド」の魔法もある。
- 無印版では一部のイベントを除いてワープコマンドとして使用できるものはダンジョン内から街へ一方向のワープをする「エスケイプの札」や魔法の「エスケイプ」しかない。ストーリーを進めると街同士や一部のダンジョン同士を繋ぐ抜け道が出現するが、街からダンジョンにワープする術がないため自ずと徒歩による往復を強いられることとなる。
  - 本作は基本的に拠点から任意のダンジョンに直接移動出来る構造ではなく、ダンジョンの奥に次のダンジョンの入口がある構成を繰り返していく構造であるため十数個ある内の奥側にあるダンジョンに移動する際にプレイヤーに大きな負担が生じていた。
  - BS版では新たに各ダンジョンごとに1つゲートクリスタルというワープポイントが追加された。初回のみ徒歩でクリスタルの下まで行って起動しなければならないが、以降は拠点から任意のダンジョンに直接移動出来るようになり、移動時間が大幅に減少した。

### 戦闘
- 無印版では最大6人、BS版では最大4人のパーティーを組むことが出来る。パーティーメンバーはギルドでお金を払って雇うことが出来るほか、クエストをクリアすることで仲間になるキャラクターも存在する。お金を払って雇うメンバーは主人公キャラと同じようにキャラクターメイクを行う。
- 戦闘では職業に応じて武器と魔法を使用することが出来る。武器での攻撃は後述の必殺技の一部を除いて単体にしかダメージを与えられない。メイジとプリーストをメイン職業にして新規に作成したキャラクターはそれぞれの職に対応した最下級の魔法を1つ最初から習得しているが、基本的にそれ以外の魔法を習得するには店売りかミクストが落とす魔法書が必要である。
- 魔法には攻撃魔法・回復魔法・付与魔法の3種類が存在する。付与魔法は敵および味方を対象にステータスに影響を及ぼす効果があるもので、毒や麻痺といった状態異常を付与するものや戦闘中もしくはフィールドでの移動速度をアップさせるものなどがある。いずれかの種類の魔法を覚えていても、それぞれメインもしくはサブ職業としてメイジ・プリースト・アンカー・エンチャンターに就いていなければ使用することが出来ない。対象範囲には単体を対象とするものと全体を対象とするものの2種類がある。本作では序盤のダンジョンで全体攻撃の魔法書をドロップする敵が出現するため、序盤の段階で全体魔法を習得してしまえば以降の難易度が一気に低下する。
- 武器の種類ごとに必殺技が1つずつ設定されている。敵にダメージを与えたり、逆にダメージを受けたりするとテンションゲージが溜まりMAXになると全てのゲージを消費して使用することが出来る。ゲージさえ溜まれば一回の戦闘中に何度でも発動出来る。さらにBS版ではパーティーメンバー全員で強力な連係攻撃を仕掛ける一斉攻撃が追加された。単体対象ながら場合によっては序盤から4桁のダメージを相手に与えることが出来る。
- ミクストは種類ごとに１つのアクティブスキルを持っており、戦闘中使用してくることがある。無印版ではプレイヤーも職業に応じて何種類かのアクティブスキルを使用することが出来たが、BS版では削除されHP/MPの上昇など常時発動するパッシブスキルのみとなった。
- 一部のクエストではNPCと共闘する場面があるが、その際パーティーの枠を1つ空けておくと選択肢によって共闘するNPCが一時的に加入する。

### 種族
機械人と犬は最初から種族として選択することは出来ず、対応するクエストをクリアすることで選択出来るようになる。
- 人間
  - 全ての職業に適しており、バランスの整った種族。
- ホビット
  - すばやさと器用さを兼ね備えた種族。シーフなどのすばやさを生かした種族に向いている。
- ドワーフ
  - 武器による攻撃が得意な種族。その圧倒的な巨体を生かし、肉弾戦では打たれ強く、重い一撃を繰り出すことができる。
- エルフ
  - 魔力の恩恵を受け他の種族よりも高い知性を持つ。攻撃・回復・付与と属性を問わずあらゆる魔法を得意とする。
- アカトキ
  - 己の肉体を駆使し戦う体術に優れた異国の種族。攻撃は最大の防御となり、強烈な連続攻撃で敵を容赦無く殴り潰す。
- 機械人
  - 厚い装甲で武装し、そのパワーにかけては右に出る者がいない特殊種族。転職はできないがガンやチェーンソーなど強力な専用兵器を装備できる。
- 犬
  - 愛くるしい容姿で思うがままに行動する、パーティの癒し系的存在。武器を口にくわえ装備し、体当たりや噛み付きなどで果敢に戦ってくれる…かもしれない。

### レベル・職業
- 基本職としてファイター/モンク/プリースト/メイジ/シーフの5種類が、上級職として侍/忍者/アンカー/エンチャンターの4種類が存在する。基本職は最初から職業として選択することが可能だが、上級職に就くにはそれぞれの職業に対応した◌◌の札というアイテムがキャラクターごとに1枚必要である。特殊な職業として機械人のマシーンと犬のガードがあり、両種族ともそれ以外の職業に転職することは出来ず他の種族が職業として選択することも出来ない。
- 本作ではキャラクターごとではなく、キャラクターが就いた職業ごとにレベルが設定されている。
- 職業はメインとサブ1・サブ2が設定でき、メイン職業は基本ステータスに影響が出る他、その職業の全てのスキルが使用できる。一方でサブ職業に設定した職業はステータスに影響しないものの、一部のスキルが発動する。そのため、ファイターをメインにしてサブに魔法を使える職業を設定することで魔法が使えるファイターや、魔法を使える職業をメインにしてサブに弓を使える職業を設定することで弓を扱う魔法使いといった具合に幅広いキャラクターの作成が可能である。ただし機械人と犬はサブ職業を設定することは出来ない。またミクストも種類に応じてそれぞれ職業が設定されている。
- 一度成長したパラメーターとレベルは転職してもそのまま引き継がれる。またレベルが上がるごとに1レベル上昇するのに必要な経験値は多くなる。ゆえに例えば多量の経験値を得て1つの職業を30レベルまで上げるよりも、3つの職業をそれぞれ10ずつ上げたほうが同じパラメーターに到達するのに必要な経験値と時間を抑えられる。

## 登場人物
ロザリー
孤児院で子供の世話をしていたが、魔女狩りに際して主人公と共に院を脱出した女性。
ビブロスでは宿屋の看板娘として働いている。主人公を弟・妹のように想い、冒険者としてミクストと戦う主人公を常に心配している。
ローズ
ビブロスの冒険者ギルドの女将。本名はローズマリー。
口は悪いが面倒見は良い肝っ玉母ちゃん気質の人物。
オットリーノ・オールト・オットー
坑神機関ヘルゼーエンに所属する騎士。通称オットー。五年前の孤児院襲撃の際、逃げ出してきた主人公とロザリーを追手から庇ったことをきっかけに二人と知り合う。
深い緑の瞳をしたエルフの男で作中では日本語に英単語を混ぜた独特の話し方をする。若く綺麗な女性に目がなく、ロザリーにもご執心である。
ヘルゼーエンと冒険者の合同で実施された十翼会討伐作戦以降姿を見せなくなるが、とある場所で再会することになる。
アーノルド・アーシア
坑神機関ヘルゼーエンに所属するホビットの魔導師。
オットーの事は旦那と呼び、オットーからはアーちゃんと呼ばれている。
アーティストを自称し、いつもパレットと絵筆を持ち歩いていて、戦闘の際も絵筆を武器として使う。絵を描く以外にも割れた壺や壊れた扉の修理もこなす。
ヘルゼーエン対十翼会の最終決戦において鉄仮面に対してキリアンが放った斬撃に巻き込まれシドルと共に死亡する。
キリアン・キルウェイ
坑神機関ヘルゼーエンの隊長で先代の王の時代より軍人を務める男。種族はアカトキで独特の黒い肌をしている。階級は大佐。五年前の孤児院襲撃の際、オットーとともに主人公とロザリーと出会い、追手が逃げ出した後に現れたドラゴンを一刀のもとに斬り伏せるなど高い戦闘力を誇る。
主人公が冒険者になった後にオットーと共にロザリー・主人公と再会する。以降はたびたび主人公の前に姿を現し豪気な風格を見せるが、その実部下の兵士曰く邪魔になるようならば女子供にも躊躇無く剣を向けると語るように、目的のためには手段を選ばない冷酷な一面がある。
ヘルゼーエン対十翼会の最終決戦において逃げようとする鉄仮面を味方であるアーノルドとシドルもろとも切り捨てる。
十翼会が壊滅した後は自らの目的達成のために暗躍を始める。
ロザリンド
十翼会のメンバー。会の内では第十翼使徒と呼ばれる。多くの十翼会幹部同様、兜を被っており素顔はうかがい知れない。兜には側面に山羊のような角がある。
ダンジョンで行方不明となった若い女性から水晶に魔力を吸いとっている際に主人公と遭遇し、初対面にも関わらず何故か主人公のことを知っているような素振りを見せる。
ヘルゼーエン対十翼会の最終決戦には十翼会のなかで唯一人参加せずに生き残り、女神を探すためにキリアンの陰謀によって王国を追われる身となった主人公に協力を持ちかける。
カラズ
十翼会のメンバー。会の内では第二翼使徒と呼ばれる。
顔の右半分のみを被う仮面を着けた傴僂の男。残忍な性格をしており、誘拐した女性から魔力を吸いとる現場に駆けつけた主人公を殺そうとするが、現れた鉄仮面とロザリンドによって制止される。
ヘルゼーエン対十翼会の最終決戦ではゴウトと共に異形の姿に変身して主人公に襲いかかる。
サイン
十翼会のメンバー。会の内では第六翼使徒と呼ばれる。
素顔を隠したメンバーが多い中で珍しく素顔を曝しており、眼鏡をかけたホビットの男。
描画の心得があり、アーノルドとは旧知の仲らしい。
ヘルゼーエン対十翼会の最終決戦ではリッチとドグマを引き連れて主人公の前に立ちふさがる。
マードック
十翼会のメンバー。会の内では第九翼使徒と呼ばれる。
サインと同じく素顔を曝したエルフの男。カラズと負けず劣らずの冷血漢で、たまたま出くわしたドワーフの女性マリンを「汚ならしい」という理由で殺そうとしていたが主人公に阻止される。ヘルゼーエン対十翼会の最終決戦ではコールとセナを引き連れて主人公の前に立ちふさがる。
ゴウト
十翼会のメンバー。会の内では第三翼使徒と呼ばれる。
サングラスをかけたアカトキの男。キリアンの過去を知る人物で、彼とは浅からぬ因縁があるらしい。父はアカトキの族長であるウタミチ。
ヘルゼーエン対十翼会の最終決戦ではカラズと共に異形の姿に変身して主人公に襲いかかる。
リッチ/ドグマ/コール/セナ
十翼会のメンバー達。左から順番に第四翼使徒、第五翼使徒、第七翼使徒、第八翼使徒。
全員グレートヘルムのような兜を被っているが、ロザリンドや鉄仮面のものとは異なり角は付いていない。
いずれも台詞は無く、最終決戦の時のみ現れる。
鉄仮面
十翼会の最高幹部。会の内では第一翼使徒と呼ばれる。
ロザリンドと同じく角の付いた兜を被った謎の男。
ヘルゼーエンと競うようにして、女神の居場所を記した白水晶を修復するため各地に部下を差し向けて水晶の欠片を集めている。白水晶修復の手助けとしてバラ水晶にも興味を示し、主人公が持つバラ水晶の指輪を奪い盗るが、その際意味深な台詞を残す。
後にヘルゼーエン対十翼会の最終決戦において主人公達と戦うが敗北する。周囲に主人公達がいるなかでキリアンの剣術は使えないことを指摘し、転移しようとしたがキリアンに主人公達もろとも切り捨てられる。
シドル
主人公と同時に試験に合格して冒険者となった少年。
武器は両手剣。ヘルゼーエン対十翼会の最終決戦において鉄仮面に対してキリアンが放った斬撃に巻き込まれて死亡する。
ハリー
主人公と同時に試験に合格して冒険者となった少年。
武器は両手斧。ヘルゼーエンと冒険者の合同で行われた十翼会討伐作戦において扉を破壊しようとしたロザリンドの魔法を受けて死亡する。
アントワーヌ・ヴィクセル・ゴールデンヴァイゼル
ヴァイゼルヘイム王国の第十六代国王にあたる病弱な少年王。
冒険者達に女神討伐の指令をだす。
レティシア
エルフの王女。十翼会に捕らわれていたところを主人公に救出される。
百年前にローズという魔女とともに失踪した兄を探すため、主人公に手ががりとなるバラ水晶の指輪を託す。
モーリス
レティシア王女の付き人。脱走癖のある王女に手を焼いている。

## 備考
- 一部のキャラクターの戦闘ボイスやナレーションは、当時アミューズメントメディア総合学院に在籍していた学生が声優を担当している。なかにはのちにプロとなった清水彩香のような者もいる。